# Smith (Bermuda)
Smith of Smith's Parish is een van de negen parishes van Bermuda. 